# Polo Petroquímico do Sul
O Polo Petroquímico do Sul constitui-se num empreendimento petroquímico de destaque no Rio Grande do Sul. É responsável por cerca de 95% do total da riqueza gerada no município de Triunfo e 3,5% da riqueza do estado .
Sua implementação no extremo sul do Brasil ocorreu no no início da década de 1980, e tinha como objetivo a retomada da industrialização no estado. Contou com vivo apoio de diversos segmentos da sociedade gaúcha, dentre eles lideranças partidárias, associações empresariais e universidades, como  UFRGS e PUCRS.

## Localização
O Polo Petroquímico do Sul está localizado a cerca de 26 quilômetros de distância do centro de Triunfo, e a cerca de 52 quilômetros da capital, Porto Alegre. Situa-se numa área verde de três mil e 600 hectares, contígua ao rio Caí, perto da sua desembocadura no rio Jacuí, que por sua vez desemboca no Lago Guaíba.
Suas empresas estão numa área contornada por uma avenida, fazendo um "laço" no Polo, a partir da BR-386 e cerca de 6.300 pessoas trabalham no local.

## Investimentos
A implantação do Polo Petroquímico do Sul consumiu investimentos de 1,327 bilhão de dólares, aplicados na instalação das primeiras indústrias, na infra-estrutura básica e na estação de tratamento de efluentes. Nos anos seguintes, novas empresas foram instaladas. No final dos anos 90, 1,400 bilhão de dólares  foram investidos na duplicação da capacidade produtiva do complexo industrial.

## Empresas do Polo
O Polo Petroquímico do Sul é formado pelas seguintes empresas:
Primeira geração
- Empresa que opera como central de matérias-primas
- Braskem (antigamente chamada de Copesul)

Segunda geração
- Lanxess Kel - elastômeros
- Innova - estireno e poliestireno
- Braskem - polietileno e polipropileno
- Oxiteno - solventes e tensoativos
- Lanxess PBR (antiga Petroflex) - borracha sintética
- Borealis - Compostos de polipropileno

Gases industriais
- White Martins

## Controle ambiental
O Polo Petroquímico do Sul tem como diretriz básica assegurar o menor impacto ambiental possível decorrente de sua atividade econômica e as empresas do complexo mantêm programas próprios de gestão dos rejeitos industriais, visando à manutenção da qualidade das águas, do ar e da vida na região. Os efluentes líquidos e os resíduos sólidos, depois de tratados internamente, são enviados para unidades centralizadas de tratamento adicional e disposição.